# Jean-Louis Ovaert
 (janvier 2018).
Pour les articles homonymes, voir JLO.
 Jean-Louis Ovaert (JLO), né à Flers-lez-Lille le 2 mai 1934 et mort dans le 5e arrondissement de Marseille le 7 juin 2014, est un inspecteur général de mathématiques. Normalien supérieur d'origine ouvrière, syndicaliste, élève de Gustave Choquet, Henri Cartan, André Lichnerowicz et Pierre Raymond, collaborateur de l'APMEP et directeur d'IREM, il est à l'origine des réformes de l'enseignement en classes préparatoires de 1992. Outre son apport à l'histoire de la discipline, quelques-uns de ses livres de mathématiques sont devenus des classiques de l'enseignement des mathématiques des premières classes d'université.

## Biographie

### Formation
Jean-Louis Ovaert est né le 2 mai 1934 dans une famille ouvrière du textile à Flers-lez-Lille. En 1952, il entre à Louis-le-Grand dans la classe de Cagnac, puis à l’ENS d’Ulm (1953), où il reçoit l'enseignement de Gustave Choquet, de Henri Cartan en topologie algébrique et d'André Lichnerowicz en calcul tensoriel. On le surnomme alors Sam(ovar). Plus tard, on l'appelle en privé JLO. Il suit également certains cours de Louis Althusser.

### Premières années
Agrégé de mathématiques en 1956, il entre au CNRS et travaille sur les distributions. De 1960 à 1962, il effectue son service militaire dans la Marine nationale. En 1962, il est chargé d'enseignement à l’Université. Nommé à Nancy jusqu’en 1975, il adhère au SGEN-CFDT dont il devient militant à Nancy puis à Paris, dans les années qui suivent la déconfessionnalisation de la CFTC (1964). Parallèlement, il devient professeur à l’École des mines de Nancy (en 1968) et directeur de l’IREM de cette ville (en 1972). À Paris, il suit les cours de Pierre Raymond sur la Science de la Logique de Hegel et participe à un groupe de travail réunissant, sous la direction de Raymond, Jean-Jacques Sansuc, Laurent Clozel et Christian Houzel.

### De l'enseignement à l'inspection
En 1975, il est nommé au lycée Thiers de Marseille. En 1982 il devient consultant à la Direction des Lycées, En 1984, il est nommé à l’Inspection générale de mathématiques. Grâce à lui, l'enseignement des Classes préparatoires aux grandes écoles est profondément rénové. À l'époque, ce système d'enseignement est dans le collimateur du ministère de l'éducation nationale et du ministre Claude Allègre. Pour couronner cette réforme, il pilote la rénovation de l'informatique de ces classes au sein de la commission dirigée par Jacques Stern, Jean-Jacques Levy et lui-même. Il part en retraite en avril 1997, et décède après une longue maladie, en juin 2014.

### Distinctions
Chevalier de la Légion d'honneur (1992)

### Hommages
Le 26 mars 2015, une journée d'hommage à sa mémoire a lieu à l’université Paris Diderot dans l'amphithéâtre Turing, en présence des inspecteurs généraux Jean-Louis Piednoir, André Warusfel, Eric van der Oord, de Claude Pair, Daniel Reisz, Denis Monasse, Paul-Louis Hennequin, Jean-Jacques Sansuc, Évelyne Barbin, Michèle Artigue, Jean-Pierre Raoult et deux de ses anciens co-auteurs, Christian Houzel et Robert Rolland.
On retient de lui son caractère parfois bourru, ses énormes capacités de travail, sa passion pour la musique et la gastronomie. JLO empruntait généralement au Savant Cosinus, la fameuse sentence  « plus de doute ! c’est lui ! » lorsque se posait une question d’existence et d’unicité .
« Pour bien comprendre une science, il faut passer par son histoire » affirmait JLO. Évelyne Barbin rappelle par ailleurs dans ses hommages une autre phrase clef d'Ovaert : « Le problème didactique est de savoir si, quand historiquement il y a eu une difficulté dans l’établissement d’une théorie, l’élève est obligé de repasser par les mêmes chemins ou des chemins analogues. Je peux avancer la thèse suivante : un obstacle épistémologique dans la construction historique du savoir est toujours le signe d’un obstacle du côté des élèves, mais la manière dont on va faire franchir l’obstacle, n’est pas nécessairement la manière historique. Les gens qui rédigent les programmes ne se rendent pas compte des difficultés de construction du savoir. »
Certaines de ces idées sont encore l'objet de débat et d'étude, comme le montre la thèse de Marc Lalaude-Labayle en 2016 ; en particulier la façon dont il décrit les  domaines de fonctionnement de l'algèbre linéaire en 1981 dans Épistémon en collaboration avec Verley (tantôt on raisonne de façon purement algébrique, dans les algèbres d'endomorphismes ; tantôt on utilise l'aspect géométrique, c'est-à-dire l'action des endomorphismes sur des objets variés, tantôt on passe dans le domaine numérique, avec l'emploi de bases et le calcul matriciel).
Il en va de même de la distinction qu'il introduit entre le caractère « outil » et le caractère « objet » des concepts mathématiques (Robinet, 1983, p. 7) revisité ultérieurement par Adrien Douady. « Un concept scientifique, aussi simple soit-il en apparence, n'est jamais enfermé dans une définition, fût-elle axiomatique, mais rassemble de manière organique toutes ses formes de fonctionnement, scientifiques et idéologiques », affirme Ovaert en 1979.
Son souvenir est brièvement évoqué par l'écrivain Jacques Roubaud dans "Impératif Catégorique", récit où l'auteur d'Hortense confesse avoir été initié aux espaces simplement connexe par JLO, alors assistant de Gustave Choquet.

## Travaux

### Bosses glissantes
D'après le témoignage d'Aline Robert, c'est à Jean-Louis Ovaert qu'on doit d'appeler bosses glissantes les suites ou familles de fonctions du type {\displaystyle f_{n}:x\mapsto {\frac {1}{1+(x-n)^{2}}}},
cousines des chapeaux pointus et des chapeaux chinois. Cette dénomination semble néanmoins présente dès 1940, chez Bourbaki

### Contribution administrative
Les publications de Jean-Louis Ovaert sont essentiellement pédagogiques mais son rôle dans le monde des mathématiques excède de loin son apport à l'éducation de générations de taupins. Il joue un rôle fort dans la mise en place et le fonctionnement de la COPREM ("Commission Permanente de Réflexions sur l'Enseignement des Mathématiques") dès 1976. Conseiller de la Direction des lycées, il aide à la rénovation des programmes des filières technologiques avec Francis Labroue et Bernard Verlant. Avec l'aide de Claude Pair (alors Directeur des lycées), il élargit le recrutement des sections "C" du baccalauréat. Président puis coprésident avec Jacques Camus du jury du CAPES externe, il rénove l'enseignement des sciences en classe préparatoire lors de la réforme de 1992 en liaison avec Claude Boichot.

### Publications
On lui doit plusieurs ouvrages tant en histoire - et en épistémologie - des mathématiques que dans la discipline elle-même :
- Avec Christian Houzel, Jean-Jacques Sansuc et Pierre Raymond : Philosophie et calcul de l’infini (Maspero 1976).

La contribution de Jean-Louis Ovaert porte sur l'œuvre didactique de Lagrange ; la Théorie des fonctions analytiques de 1797 et les Leçons sur le calcul des fonctions de 1808.
- En collaboration avec Lucien Chambadal : 
  - Cours de Mathématiques, tome 1 : Notions fondamentales d'algèbre et d'analyse (Gauthier-Villars 1966) (ASIN B0014QTO8I)
  - Algèbre linéaire et algèbre tensorielle, Dunod, 544 pages, 1968 (ASIN B0014QWQQK)
  - Algèbre I et Algèbre II, 511 pages, Gauthier-Villars, 1972 (ASIN B0014QWQLU)
  - Analyse I et Analyse II,  674 pages, Gauthier-Villars, 1975
  - Algèbre multilinéaire, Bordas éditions (1er mars 1993), coll. « Dunod Université »  (ISBN 2040157611)
  - Fonctions d'une variable réelle, Bordas éditions (1er mars 1993), coll. « Dunod Université »  (ISBN 2040157581)

- Avec Jean-Luc Verley, dans la collection dirigée par « Léonhard Epistemon » : Algèbre vol. 1 (1981) et Analyse vol. 1 (1983), enrichies de notes historiques (Cedic/Nathan)  (ISBN 2712404076)

- Plusieurs articles dans le cadre des bulletins inter IREM, notamment avec Daniel Lazet : Pour une nouvelle approche de l’enseignement de l’analyse (Bulletin Inter IREM, vol.20, 1981).

- Des notices sur l'histoire des mathématiques, particulièrement sur : 
  - Cramer, Introduction à l’analyse des lignes courbes algébriques (passage sur les formules de Cramer)
  - Cauchy, Cours d’analyse (définition des déterminants ; formule d’interpolation de Lagrange)
  - Cayley, mémoire sur les matrices.
  - Laguerre, lettre à Hermite sur le calcul matriciel.
  - Peano, préface au Calcolo geometrico
  - Burali Forti, Introduction à la géométrie différentielle suivant la méthode de H.
  - Grassmann (calcul sur les formes géométriques).